# Leptospermum jingera
Leptospermum jingera är en myrtenväxtart som beskrevs av Lyne och Michael Douglas Crisp. Leptospermum jingera ingår i släktet Leptospermum och familjen myrtenväxter. Inga underarter finns listade i Catalogue of Life.